# Skulpturengarten Museum Abteiberg

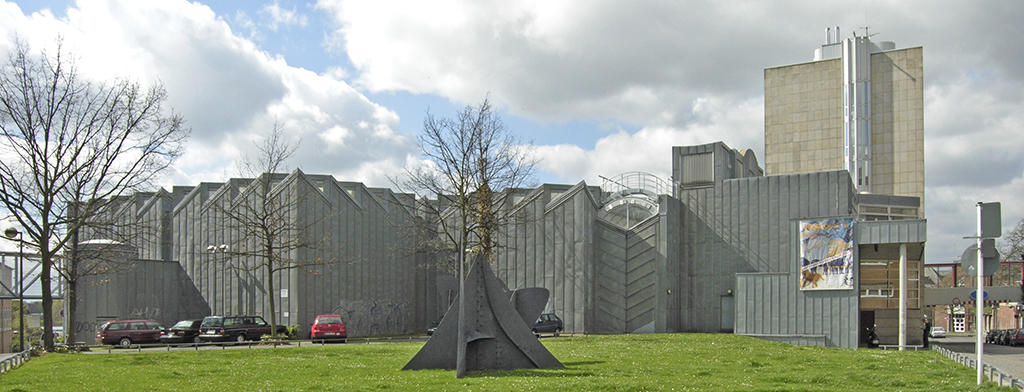
Museum Abteiberg

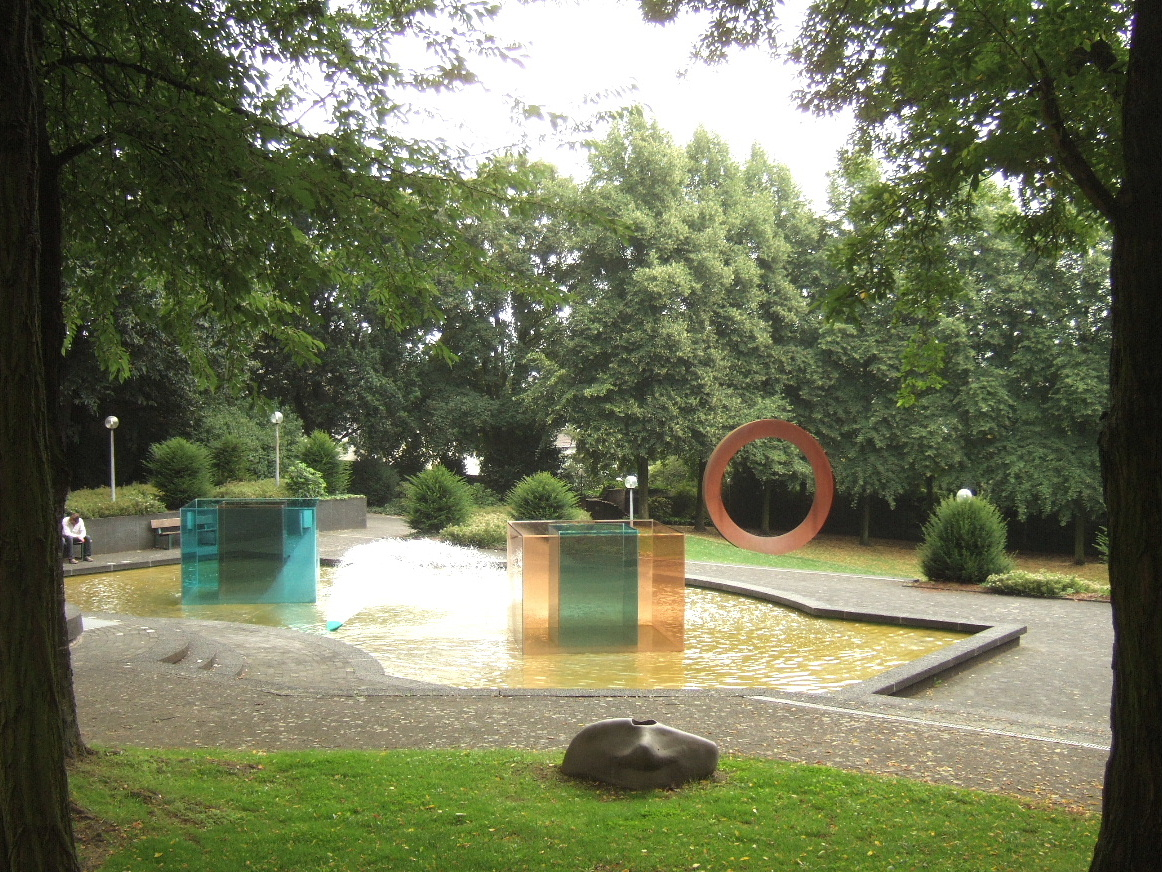
Skupturengarten Museum Abteiberg - Larry Bell: Arolsen-Piece (midden)/ Mauro Staccioli: Anello (achtergrond)/ Jorge Pardo: Garbage Can (voorgrond)

Skulpturengarten Museum Abteiberg is een beeldenpark dat deel uitmaakt van Museum Abteiberg in Mönchengladbach in de Duitse deelstaat Noordrijn-Westfalen.

## Geschiedenis
In het park bevindt zich werk van beeldhouwers die diverse stromingen der moderne beeldhouwkunst vertegenwoordigen, alsmede zogeheten land art projecten.
Het beeldenpark werd in 2002 voor het publiek geopend, waarmee een wens van Museum Abteiberg werd vervuld, werken van moderne kunstenaars ook buiten het museumgebouw te tonen. Het park strekt zich uit van de hoogte waarop het museum is gebouwd tot de benedenmuur, die deel uitmaakt van de oude stadsmuren. De tuin van het museum werd uitgebreid met de Pfarrgarten van de Mönchengladbacher Münster, de kloosterkerk.
In de oorspronkelijk museumtuin bevonden zich reeds de werken Soft inverted Q van Claes Oldenburg, Tree of water/Breath of Leaves van Giuseppe Penone, Juan van Bernhard Luginbühl en Königsstuhl van Anatol Herzberg.
Het terrein van de Skulpturengarten is overdag gratis toegankelijk. 

## De beeldencollectie
- Larry Bell : Arolsen-Piece uit 1992 - twee glazen kubussen in het waterbassin, waarin ook een fontein
- Anatol Herzfeld : Königsstuhl
- Stefan Kern : Baumhaus
- Maria Lehnen : Idol XII uit 1989 - vrouwelijke torso uit brons
- Bernhard Luginbühl : Juan
- François Morellet : Sphère-trames uit 1962 - 3 meter hoge bolvormige sculptuur uit rvs
- Claes Oldenburg : Soft Inverted Q uit 1976/1979
- Jorge Pardo : Garbage Can uit 1999 - 6 bronzen sculpturen langs de paden en de fontein, die als prullenbakken fungeren
- Giuseppe Penone : Tree of water/Breath of leaves
- Dan Peterman : land art-project
- Mauro Staccioli : Anello uit 2000 - 6 meter hoge cirkelvormige sculptuur uit cortenstaal
- Franz West : Flause uit 1998 - een roze geverfde sculptuur van aluminium

## Fotogalerij beeldenpark

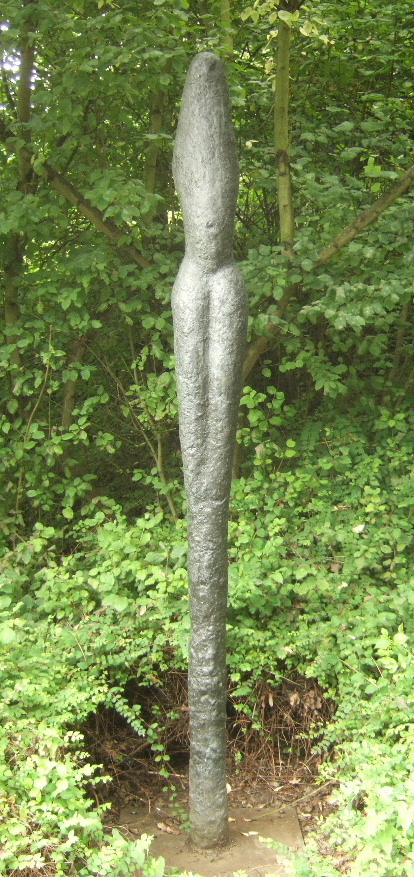
Maria Lehnen: Idol XII
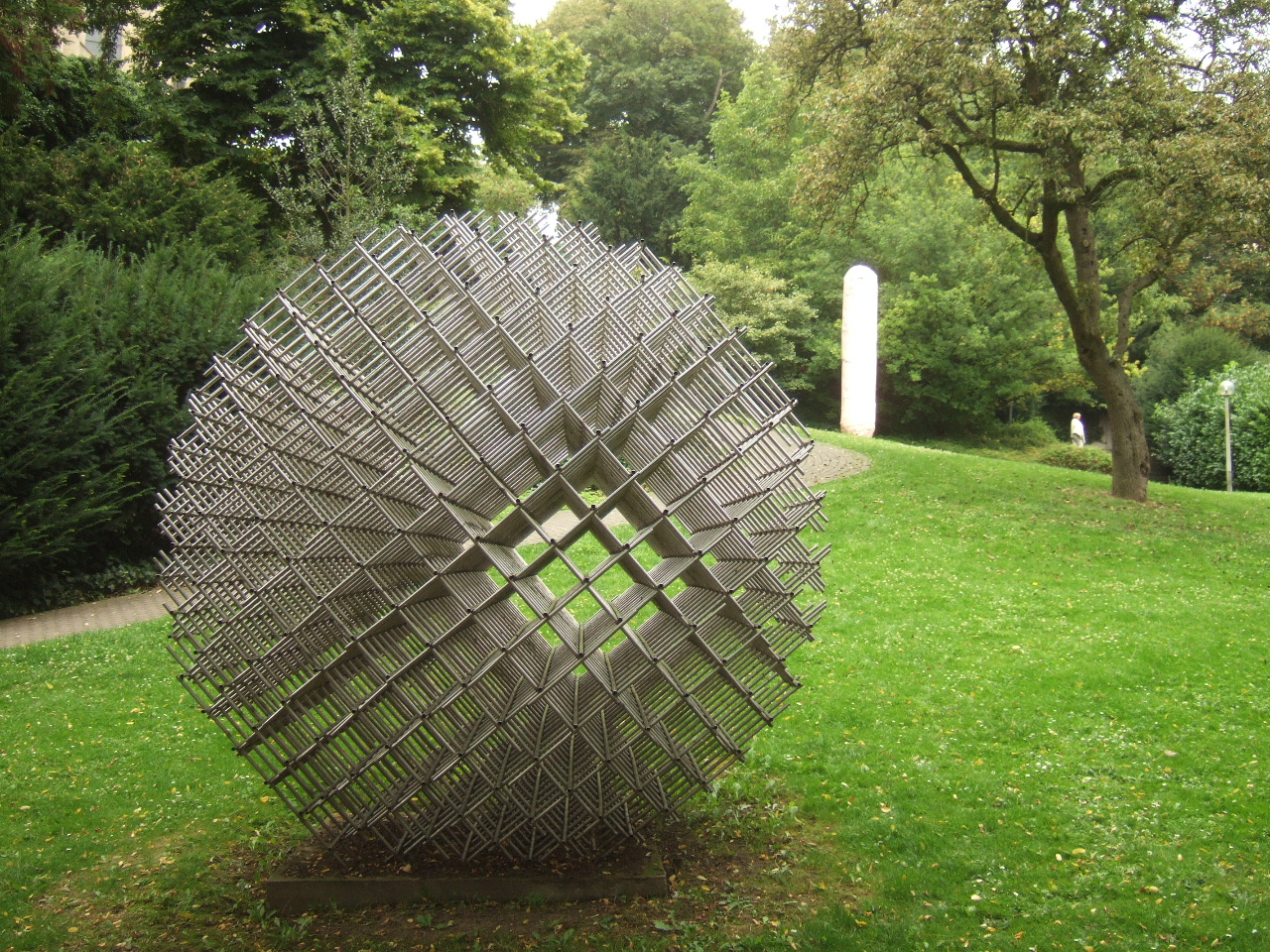
François Morellet: Sphère - trames - op de achtergrond: Franz West: Flause

De navolgende sculpturen bevinden zich buiten het beeldenpark en zullen een verbinding gaan vormen met de nog te realiseren beeldenroute, de Skulpturenmeile van de stad Mönchengladbach:
- Alexander Calder : Pointes et Courbes uit 1970
- Thomas Virnich : Turm zum Babel uit 2002
- Thomas Rentmeister :
- Daniel Pflum :
- Gregor Schneider : END uit 2009

## Fotogalerij overige werken

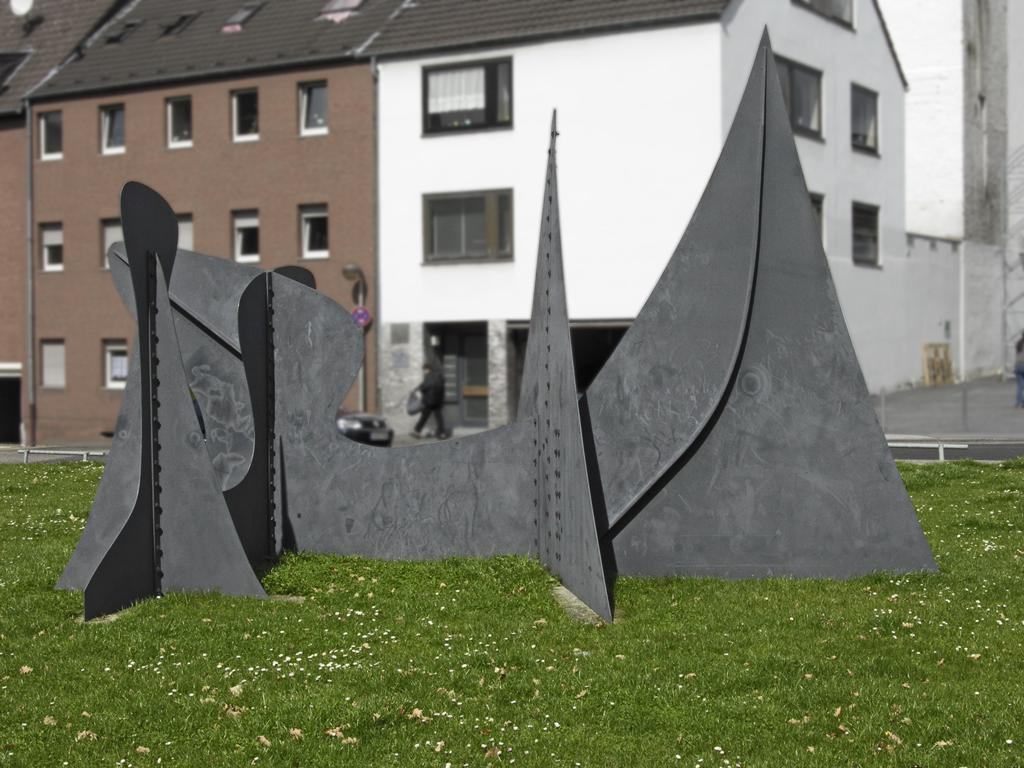
Alexander Calder: Pointes et Courbes (1970)
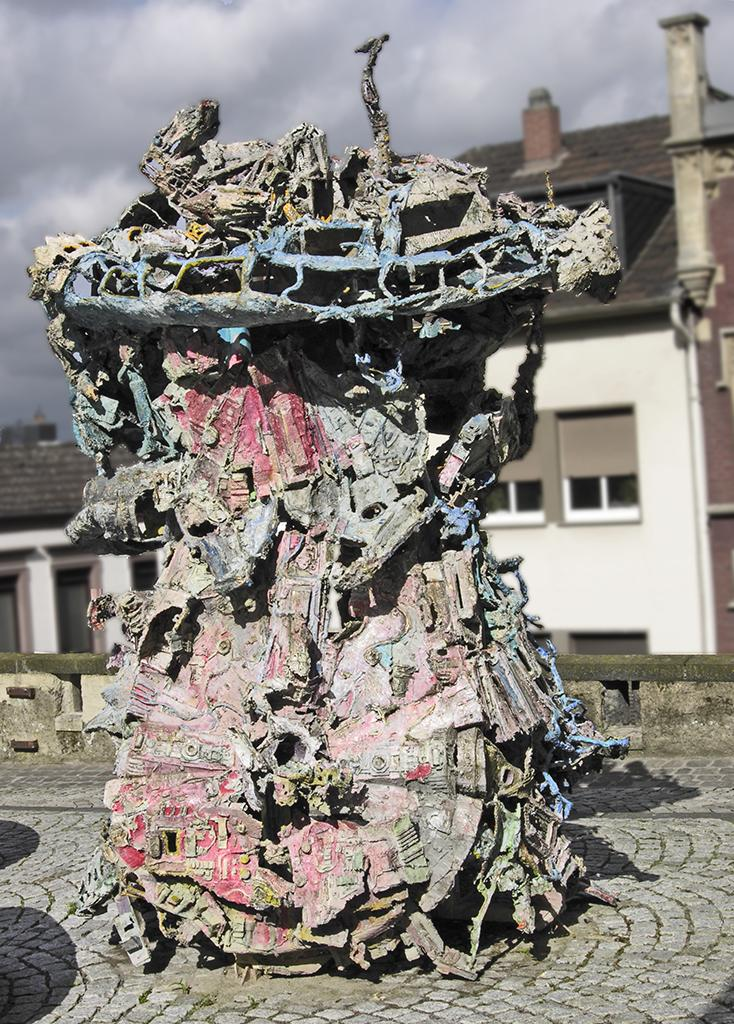
Thomas Virnich: Turm zum Babel (2002)
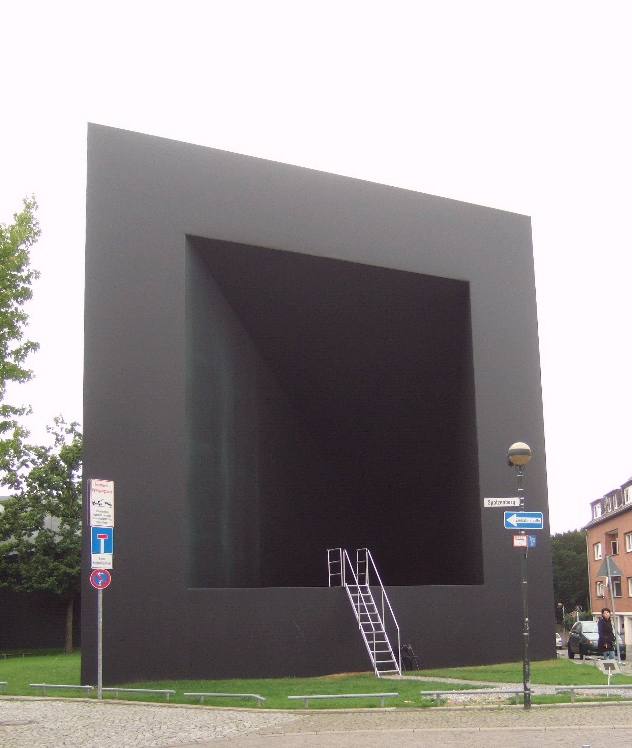
Gregor Schneider: END uit 2009